# Hans Drewanz
Hans Drewanz (* 2. Dezember 1929 in Dresden; † 22. Juni 2021 in Darmstadt) war ein deutscher Dirigent und Hochschullehrer.

## Leben
Hans Drewanz war bis zum Kriegsende 1945 Schüler des Musischen Gymnasiums in Frankfurt. Nach seinem Musikstudium an der Frankfurter Musikhochschule war er 1953 bis 1959 Assistent von Sir Georg Solti an den Städtischen Bühnen in Frankfurt am Main und von 1959 bis 1963 Erster Kapellmeister am Opernhaus Wuppertal.
Von 1963 bis 1994 wirkte Drewanz als Generalmusikdirektor am Musiktheater des Staatstheaters Darmstadt, dessen Ehrenmitglied er wurde. 1997 wurde er 1. Gastdirigent und musikalischer Beirat am Stadttheater Bern.
Seit 1984 fungierte Drewanz auch als Professor an der Musikhochschule des Saarlandes.

## Ehrungen und Auszeichnungen
- 1980: Johann-Heinrich-Merck-Ehrung
- 1994: Silberne Verdienstplakette der Stadt Darmstadt, Goethe-Plakette des Landes Hessen
- 2014: Darmstädter Musikpreis
- 2016: Verdienstorden der Bundesrepublik Deutschland (Verdienstkreuz am Bande)